# Jérôme Onguéné
Jérôme Junior Onguéné (ur. 22 grudnia 1997 w Mbalmayo) – kameruński piłkarz grający na pozycji obrońcy w niemieckim klubie Eintracht Frankfurt oraz w reprezentacji Kamerunu.

## Kariera klubowa
Swoją karierę piłkarską Onguéné rozpoczynał w juniorach takich klubów jak: AS Illzach Modenheim (2009-2011) i FC Sochaux-Montbéliard (2011-2013). W 2012 roku zaczął grać w rezerwach Sochaux, a 1 maja 2015 zadebiutował w pierwszym zespole w Ligue 2 w przegranym 2:3 domowym meczu z Chamois Niortais FC. Zawodnikiem Sochaux był do stycznia 2017.
W styczniu 2017 Onguéné przeszedł za 2,5 miliona euro do VfB Stuttgart. Grał w nim jedynie w rezerwach. W sierpniu 2017 został wypożyczony do Red Bull Salzburg. 17 września zadebiutował w nim w wygranym 2:1 wyjazdowym meczu z SV Mattersburg. W sezonie 2017/2018, w którym wywalczył mistrzostwo Austrii, występował również w rezerwach Salzburga, FC Liefering. Wraz z Salzburgiem wywalczył również mistrzostwa Austrii w sezonach 2018/2019, 2019/2020 i 2020/2021. W tych sezonach zdobył też trzy Puchary Austrii.
W styczniu 2021 Onguéné został wypożyczony do Genoi. W Serie A swój debiut zaliczył 17 stycznia 2021 w zremisowanym 0:0 wyjazdowym meczu z Atalantą. Po sezonie 2020/2021 wrócił do Salzburga.
| Sezon   | Klub                     | Kraj    | Rozgrywki    | Mecze | Gole |
| ------- | ------------------------ | ------- | ------------ | ----- | ---- |
| 2013/14 | FC Sochaux-Montbéliard B | Francja | CFA          | 7     | 0    |
| 2014/15 | FC Sochaux-Montbéliard   | Francja | Ligue 2      | 3     | 0    |
| 2014/15 | FC Sochaux-Montbéliard B | Francja | CFA          | 19    | 0    |
| 2015/16 | FC Sochaux-Montbéliard   | Francja | Ligue 2      | 32    | 1    |
| 2016/17 | FC Sochaux-Montbéliard   | Francja | Ligue 2      | 10    | 0    |
| 2016/17 | VfB Stuttgart II         | Niemcy  | Regionalliga | 2     | 0    |
| 2017/18 | Red Bull Salzburg        | Austria | Bundesliga   | 17    | 4    |
| 2017/18 | FC Liefering             | Austria | Erste Liga   | 3     | 0    |
| 2018/19 | Red Bull Salzburg        | Austria | Bundesliga   | 13    | 3    |
| 2019/20 | Red Bull Salzburg        | Austria | Bundesliga   | 23    | 1    |
| 2020/21 | Red Bull Salzburg        | Austria | Bundesliga   | 9     | 1    |
| 2020/21 | Genoa CFC                | Włochy  | Serie A      | 4     | 0    |

## Kariera reprezentacyjna
Onguéné grał w młodzieżowych reprezentacjach Francji na szczeblach U-16, U-17, U-18, U-19 i U-20. W 2016 roku wraz z kadrą U-19 wygrał Mistrzostwa Europy U-19. Z kolei w 2017 roku zagrał z kadrą U-20 na Mistrzostwach Świata U-20.
W reprezentacji Kamerunu Onguéné zadebiutował 12 października 2018 w wygranym 1:0 meczu kwalifikacji do Pucharu Narodów Afryki 2019 z Malawi, rozegranym w Jaunde. W 2022 roku został powołany do kadry na Puchar Narodów Afryki 2021. Wraz z Kamerunem zajął 3. miejsce na tym turnieju. Rozegrał na nim dwa mecze: grupowy z Burkiną Faso (2:1) i o 3. miejsce z Burkiną Faso (3:3, k. 5:3).